# Chrysilla delicata
Chrysilla delicata är en spindelart som beskrevs av Tord Tamerlan Teodor Thorell 1892. Chrysilla delicata ingår i släktet Chrysilla och familjen hoppspindlar. Inga underarter finns listade i Catalogue of Life.